# Jan-Philipp Müller
Jan-Philipp Müller (* 9. März 1975 in Lüneburg) ist ein deutscher Journalist und Fernsehmoderator. 

## Werdegang
Müller moderierte die Sendungen Background, Guten Morgen NRW und die NEWS auf NRW.TV. Zurzeit ist er in der Sendung NRW Live bei NRW.TV zu sehen. Vor seiner Zeit bei NRW.TV war Jan-Philipp Müller bei n-tv als Chef vom Dienst tätig. Seine Karriere begann 1996 als Redaktionsassistent beim Fernsehsender CNN in London. Zuvor lebte Müller in Moskau, wo er bei einem amerikanischen Handelsunternehmen arbeitete. 